# Csánig
Csánig è un comune dell'Ungheria di 438 abitanti (dati 2001). È situato nella contea di Vas.